# Huron (South Dakota)
 Der er for få eller ingen kildehenvisninger i denne artikel, hvilket er et problem. Du kan hjælpe ved at angive troværdige kilder til de påstande, som fremføres i artiklen.

Huron er en amerikansk by og administrativt centrum for det amerikanske county Beadle County i staten South Dakota. I 2000 havde byen et indbyggertal på 11.893.

## Ekstern henvisning
- Hurons hjemmeside (engelsk)

44°21′33″N 98°13′05″V / 44.3592°N 98.2181°V